# Louis Rucklin
Louis Rucklin, né le 20 janvier 1999 à Lomé, Région maritime, est un joueur franco-togolais de basket-ball évoluant au poste de meneur.

## Biographie

### Jeunesse
Rucklin commence le basket-ball à Moernach où il évolue jusqu’en poussins.
Ensuite, il part jouer à Mulhouse jusqu’au niveau minimes France avant d’intégrer le pôle espoir, au collège, en classe de 3e.

### Carrière espoirs

#### SIG Strasbourg (2014-2018)
En 2015, à l'âge de 15 ans, il intègre le groupe espoirs de la SIG Strasbourg.

#### Le Mans Sarthe Basket (2018-2019)
Le 1er juillet 2018, il est prêté au Le Mans Sarthe Basket.

### Carrière professionnelle

#### Lille Métropole Basket Club (2019-2022)
Le 1er juillet 2019, il signe un contrat stagiaire avec le Lille Métropole Basket Club.
Le 15 juin 2020, il signe son premier contrat professionnel avec le Lille Métropole Basket Club.
Le 2 juillet 2021, il prolonge son contrat d'un an avec le club nordiste.
Le 29 juillet 2021, lors de la draft 2021 de la NBA, automatiquement éligible, il n'est pas sélectionné.